# أسود وأزرق (اختلال ضال)
«أسود وأزرق» (بالإسبانية: Negro y Azul)‏ هي الحلقة السابعة للموسم الثاني من مسلسل إيه إم سي التلفزيوني الدرامي اختلال ضال. كتبها جون شبان وأخرجها فيليكس إنريكيز ألكالا، تم بثها على إيه إم سي في 19 أبريل 2009.

## وصلات خارجية
- «أسود وأزرق» على إيه إم سي (بالإنجليزية)
- «أسود وأزرق» على قاعدة بيانات الأفلام على الإنترنت (بالإنجليزية)